# Aeroportul Tiksi
Aeroportul Tiksi (IATA: IKS, ICAO: UEST) este un aeroport din Tiksi⁠(d), Tiksi Urban Settlement⁠(d), Bulunsky District⁠(d), Iacutia, Rusia ce deservește zona Tiksi⁠(d). Aeroportul a fost tranzitat în 2021 de 18.947 de pasageri. A fost numit după zona deservită.
Situat la o altitudine de 233 m, aeroportul dispune de 1 pistă. Este operat de Forțele Aeriene Ruse.

## Infrastructură

### Piste
Aeroportul dispune de o singură pistă. Pista 03/21 are suprafața de beton și dimensiunile 3.001 m × 59 m. 